# سفارة لوكسمبورغ في ألمانيا
سفارة لوكسمبورغ في ألمانيا هي أرفع تمثيل دبلوماسي لدولة لوكسمبورغ لدى ألمانيا. تقع السفارة في وهي تهدف لتعزيز المصالح اللوكسمبورغية في ألمانيا.

## وصلات خارجية
- الموقع الرسمي
- قائمة سفارات لوكسمبورغ
- قائمة السفارات في ألمانيا